# 허침
허침(許琛 ; 1444년 9월 27일(음력 8월 16일) ~ 1505년 6월 17일(음력 5월 16일))은 조선의 문신, 시인이다. 본관은 양천. 자는 헌지(獻之), 호는 이헌(頤軒)이다.

## 생애
1475년(성종 6) 문과에 을과로 급제하여 지평, 교리를 거쳐 동부승지, 좌부승지, 이조참판, 예조참판, 대사헌, 우승지, 좌승지를 지내고 한 때 전라도관찰사로 선정을 베풀기도 했다. 연산군 때 형조참판, 병조참판을 하다가 무오사화 때 좌천되어 경상도관찰사로 있다가 병조참판, 호조참판, 형조참판, 이조참판으로 특진관을 겸하고 이조판서 등을 지냈다. 당대의 유명한 학자인 신종호, 조위, 유호인 등과 함께 학문과 덕행으로 이름을 떨쳐 세자(연산군)의 신임을 받았다. 1489년에 《삼강행실》을 정리하였으며, 1504년에 우의정을 거쳐 좌의정이 되었다. 성종 때 윤비 폐위를 반대했기 때문에 갑자사화 때에는 화를 면할 수 있었다. 그는 연산군의 옳지 못한 정치를 바로잡으려고 노력하였으나 이를 이루지 못하고 병으로 사망하였다. 시호는 문정(文貞)이다.

## 관련 드라마
- 《한명회》 (KBS2, 1994년~1994년 배우:유순철)
- 《장녹수》 (KBS2, 1995년~1995년 배우:이신재)
- 《왕과비》 (KBS1, 1998년~2000년 배우:허기호)
- 《인수대비》 (JTBC, 2011년~2012년 배우:권민)

## 전기 자료
- 김안국, 《모재집》 권14, 허 문정공 행장

## 참고 자료
- 이 문서에는 다음커뮤니케이션(현 카카오)에서 GFDL 또는 CC-SA 라이선스로 배포한 글로벌 세계대백과사전의 내용을 기초로 작성된 글이 포함되어 있습니다.